# Presežna umrljivost v Sovjetski zvezi v času Josifa Stalina
Ocene števila smrtnih žrtev, ki jih je pripisanih sovjetskemu diktatorju Josifu Stalinu, so zelo različne. Nekateri strokovnjaki trdijo, da vodenje evidenc o usmrtitvah političnih zapornikov in etničnih manjšin ni niti zanesljivo niti popolno, drugi pa trdijo, da arhivsko gradivo, razkrito leta 1991, vsebuje neizpodbitne podatke, ki so veliko boljši od virov, uporabljenih pred letom 1991, na primer izjav emigrantov in drugih obveščevalcev.
Nekateri zgodovinarji so pred razpadom Sovjetske zveze in arhivskimi razkritji ocenili, da je število žrtev, ki jih je ubil Stalinov režim, več kot 20 milijonov. Po razpadu Sovjetske zveze so dokazom iz sovjetskih arhivov umaknili oznako tajnosti in raziskovalci so jih lahko preučili.  Vsebovali so uradne zapise o 799.455 usmrtitvah (med letoma 1924 in 1953), okoli 1,7 milijona smrti v gulagu, približno 390.000 smrtnih primerov med razseljevanjem in do 400.000 smrti deportiranih oseb v štiridesetih letih, skupaj s približno 3,3 milijona uradno zabeleženih žrtev v teh kategorijah. Smrti najmanj 5,5 do 6,5 milijonov ljudi v času sovjetske lakote 1932–1933 so včasih, čeprav ne vedno, vključene med žrtve Stalinovega režima.

## Dogodki

### Gulag
Po uradnih sovjetskih ocenah je od leta 1929 do 1953 skozi Gulag prešlo več kot 14 milijonov ljudi, nadaljnjih 7 do 8 milijonov pa jih je bilo deportiranih in izgnanih v oddaljena območja Sovjetske zveze, vključno z več državljani v več primerih.
Po študiji iz leta 1993, v kateri so bili nedavno razkrinkani arhivski sovjetski podatki, je v Gulagu (brez delovnih kolonij) od leta 1934 do 1953 umrlo skupaj 1.053.829 ljudi (za obdobje 1919–1934 ni bilo arhivskih podatkov).:1024 Novejši arhivski podatki o smrti v Gulagu, delovnih kolonijah in zaporih skupaj za obdobje 1931–1953 so bili 1,713 milijona. Po mnenju zgodovinarja Michaela Ellmana so nedržavne ocene dejanskega števila smrtnih žrtev Gulaga običajno večje, ker so zgodovinarji, kot je Robert Conquest, upoštevali verjetnost nezanesljivega vodenja evidenc. Po mnenju avtorice Anne Applebaum je bila običajna praksa izpuščanje zapornikov, ki so trpeli zaradi neozdravljivih bolezni ali so bili tik pred smrtjo.
Golfo Alexopoulos, profesor zgodovine na Univerzi v Južni Floridi, meni, da je zaradi pridržanja v gulagih umrlo najmanj 6 milijonov ljudi. To oceno drugi znanstveniki izpodbijajo, kritiki, kot je J. Hardy, pa trdijo, da so dokazi, ki jih je uporabil Alexopoulos, posredni in napačno                           interpretirani. Zgodovinar Dan Healey trdi, da ima ocena očitne metodološke težave.
Navajajoč gradiva pred letom 1991, avtor John G. Heidenrich ocenjuje, da je število smrti 12 milijonov. Po ocenah, ki temeljijo na podatkih iz sovjetskih arhivov po letu 1991, je bilo v celotnem obdobju od leta 1929 do 1953 umrlih približno 1,6 milijona ljudi. Predvideno zgodovinsko soglasje je, da je med 18 milijoni ljudi, ki so skozi sistem Gulaga prešli med letoma 1930 in 1953, med zaprtjem umrlo med 1,5 in 1,7 milijona ljudi.

### Sovjetska lakota 1932–1933
Smrti 5,7 pri približno 7,0 milijona ljudi v času sovjetske lakote 1932–1933 in sovjetske kolektivizacije kmetijstva so nekateri zgodovinarji uvrstili med žrtve represije v času Stalina. Ta kategorizacija je sporna, saj se zgodovinarji razlikujejo glede tega, ali je lakota v Ukrajini nastala kot namerni del kampanje represije proti kulakom in drugim nenamerna posledica boja za prisilno kolektivizacijo ali je bil predvsem posledica naravnih dejavnikov.

### Sodne usmrtitve
Po uradnih podatkih je bilo 777 975 sodnih usmrtitev zaradi političnih obtožb v letih 1929–53, od tega 681,692 v letih 1937–1938, letih velike čistke. Neuradne ocene ocenjujejo, da je skupno število smrtnih žrtev zaradi zatiranja z strani stalinizma v letih 1937–38 znašalo 950.000–1.200.000.

### Sovjetska lakota 1946–1947
Zadnja velika lakota, ki je prizadela Sovjetsko zvezo, se je začela julija 1946, vrhunec je dosegla februarja – avgusta 1947, nato pa se je intenzivnost hitro zmanjšala, čeprav je bilo leta 1948 še vedno nekaj smrti zaradi lakote. Ekonomist Michael Ellman trdi, da bi lahko roke države nahranile vse tiste, ki so umrli zaradi lakote. Trdi, da če bi bila politika sovjetskega režima drugačna, morda sploh ne bi bilo lakote ali pa bi bila veliko manjša. Ellman trdi, da je zaradi lakote poleg sekundarnih izgub prebivalstva zaradi zmanjšane rodnosti prišlo do 1 do 1,5 milijona izgubljenih življenj.

### Prenos prebivalstva s strani Sovjetske zveze

#### Deportacija kulakov
Veliko število kulakov, ne glede na njihovo narodnost, je bilo preseljenih v Sibirijo in Srednjo Azijo. Po podatkih iz sovjetskih arhivov, ki so bili objavljeni leta 1990, je bilo v letih 1930 in 1931 v delovne kolonije in taborišča poslanih 1.803.392 ljudi, 1.317.022 pa jih je prispelo na cilj. Manjše deportacije so se nadaljevale po letu 1931. Podatki iz sovjetskih arhivov kažejo, da je bilo v letih 1930–1934 deportiranih 2,4 milijona kulakov. Poročali so o številu kulakov in njihovih sorodnikov, ki so umrli v delovnih kolonijah med letoma 1932 in 1940, 389.521.  Pisatelj priljubljene zgodovine Simon Sebag Montefiore je ocenil, da je bilo do leta 1937 deportiranih 15 milijonov kulakov in njihovih družin; med deportacijo je umrlo veliko ljudi, vendar njihovo polno število ni znano.

#### Prisilna poravnava v Sovjetski zvezi 1939–1953
Po mnenju ruskega zgodovinarja Pavla Poliana je bilo v letih 1920–1952 deportiranih v prisilna naselja 5,870 milijonov ljudi, od tega 1939–1952 3,125 milijona domačinov. Te etnične manjšine, ki so v letih 1939–52 veljale za grožnjo sovjetski varnosti, so bile prisilno deportirane v posebna naselja, ki jih vodi NKVD. Glavne žrtve te politike so bili Poljaki, Ukrajinci iz zahodnih regij, sovjetski Nemci, Balti in Estonci s Kavkaza in Krima. Podatki iz sovjetskih arhivov navajajo 309.521 smrtnih primerov v posebnih naseljih v letih 1941–48 in 73.454 v letih 1949–50. Ti ljudje se niso mogli vrniti v svoje domovine šele po Stalinovi smrti, izjema so bili sovjetski Nemci, ki se niso smeli vrniti v Povolško območje Sovjetske zveze. Po sovjetskih arhivih je bila najmočnejša smrtnost zabeležena pri prebivalcih Severnega Kavkaza (Čečeni, Inguši) s 144.704 smrtnimi žrtvami ali 24,7% celotnega deportiranega prebivalstva, pa tudi 44.125 smrtnih žrtev s Krima ali 19,3% smrtnostjo.

#### Katinski pokol
Pokol je sprožil predlog načelnika NKVD Lavrentij Beria za usmrtitev vseh ujetnikov poljskega častniškega zbora z dne 5. marca 1940, ki ga je odobril Politbiro Komunistične partije Sovjetske zveze, vključno z njegovim predsednikom Josifom Stalinom. Število žrtev je ocenjeno na približno 22.000.

## Skupno število žrtev
Demografa Barbara Anderson in Brian Silver sta v reviji Slavic Review trdila, da omejeni popisni podatki onemogočajo natančno štetje smrti. Namesto tega ponujajo verjetni razpon od 3,2 do 5,5 milijona presežnih smrti za celotno Sovjetsko zvezo od leta 1926 do 1939, obdobje, ki zajema kolektivizacijo, državljansko vojno na podeželju, čistke v poznih tridesetih letih in velike epidemije tifusa in malarije. Po mnenju Andersona in Silvera so zgodovinarji, kot je Robert Conquest, naredili najbolj primitivne napake. Ti hladni bojevniki so precenili stopnjo rodnosti in podcenili vpliv asimilacije, s katero so bili številni Ukrajinci na popisu leta 1939 prerazporejeni kot Rusi, kar je zmedlo primanjkljaj prebivalstva, ki je vključeval nerojene otroke, s presežno smrtjo.
Nekateri zgodovinarji trdijo, da je bilo ubitih okoli 20 milijonov, podatek, ki temelji na Conquestovi knjigi Veliki teror (1968), pri čemer se nekatere ocene delno opirajo na demografske izgube, kot je na primer Conquest. Leta 2001 je ameriški zgodovinar Richard Pipes trdil, da se je število prebivalcev od popisa 1932 do 1939 zmanjšalo za 9 do 10 milijonov ljudi. Leta 2003 je britanski priljubljeni zgodovinar Simon Sebag Montefiore predlagal, da je Stalin na koncu odgovoren za smrt najmanj 20 milijonov ljudi. Leta 2006 je politolog Rudolph Rummel zapisal, da so prejšnje višje skupne ocene žrtev pravilne, čeprav je vključeval tudi tiste, ki jih je vlada Sovjetske zveze ubila tudi v drugih vzhodnoevropskih državah. Conquest je v svoji zadnji izdaji Velikega terorja (2007) navedel, da čeprav natančne številke morda nikoli ne bodo znane s popolno gotovostjo, je bilo ubitih najmanj 15 milijonov ljudi "zaradi celotnega niza sovjetskih režimov". Nasprotno, zgodovinarji, kot so J. Arch Getty, Stephen G. Wheatcroft in drugi, vztrajajo, da je odprtje sovjetskih arhivov potrdilo nižje ocene revizionistične šole. Leta 2011 je ameriški zgodovinar Timothy D. Snyder po oceni dvajsetletnih zgodovinskih raziskav v vzhodnoevropskih arhivih izjavil, da je Stalin namerno ubil približno 6 milijonov ljudi, kar se poveča na 9 milijonov, če se upoštevajo predvidljive smrti, ki izhajajo iz politike..
Nekateri zgodovinarji menijo, da so uradne arhivske številke kategorij, ki so jih zabeležile sovjetske oblasti, nezanesljive in nepopolne. Kanadski zgodovinar Robert Gellately in Montefiore poleg napak v zvezi s celovitimi posnetki trdijo, da številni osumljenci, ki so bili pretepani in mučeni do smrti, medtem ko so bili v "preiskovalnem priporu", verjetno niso bili prišteti med usmrčene. Nasprotno, Wheatcroft navaja, da je bilo pred odprtjem arhivov za zgodovinske raziskave "naše razumevanje obsega in narave sovjetske represije izjemno slabo" in da so nekateri strokovnjaki, ki želijo ohraniti starejše visoke ocene stalinističnega števila smrtnih žrtev," se težko prilagajo novim okoliščinam, ko so arhivi odprti in ko je veliko nespornih podatkov", in se namesto tega držijo svojih starih sovjetoloških metod z okroglimi izračuni na podlagi čudnih izjav emigrantov in drugih obveščevalcev, ki so naj bi imel vrhunsko znanje." Britanski zgodovinar Michael Ellman trdi, da je" sama kategorija "žrtve stalinizma" stvar politične presoje. "Ellman navaja, da množične smrti zaradi lakote niso "edinstveno stalinistično zlo", pri čemer je omenil, da so bile v celotni ruski zgodovini lakota in suša pogost pojav, vključno z rusko lakoto 1921–22, ki se je zgodila pred prihodom Stalina na oblast, še v času vladanja Vladimirja Lenina. Navaja tudi, da je bila lakota v 19. in 20. stoletju po vsem svetu razširjena po državah, kot so Kitajska, Indija in Irska. Ellman je delovanje stalinističnega režima v primerjavi z holodomorjem primerjal z delovanjem britanske vlade (proti Irski in Indiji) in G8 v sodobnem času. Po mnenju Ellmana so G8 krivi za množični umor ali množično smrt zaradi kriminalne malomarnosti, ker niso sprejeli očitnih ukrepov za zmanjšanje množičnih smrti, Stalinovo vladanje pa ni bilo nič slabše od Leninovega vladanja in vladanja mnogih vladarjev v devetnajstem in dvajsetem stoletju". Ben Kiernan, ameriški akademik in zgodovinar, je obdobje Stalinovega vladanja opisal kot "daleč najbolj krvavo obdobje v sovjetski ali celo ruski zgodovini."

### Število žrtev stalinizma (1924–1953)
| Dogodek               | Število žrtev       |
| --------------------- | ------------------- |
| Dekulakizacija        | 530.000–600.000     |
| Velika čistka         | 700.000–1.200.000   |
| Gulag                 | 1.500.000–1.713.000 |
| Sovjetske deportacije | 450.000–566.000     |
| Katinski pokol        | 22.000              |
| Holodomor             | 2.500.000–4.000.000 |
| Skupaj                | 7.231.000—9.551.000 |

## Obtožbe o genocidu
Stalin je bil obtožen tudi genocida v primerih prisilnega preseljevanja prebivalstva v Sovjetski zvezi. Raphael Lemkin, odvetnik poljsko-judovskega porekla, ki je dal pobudo za Konvencijo o genocidu in sam skoval izraz genocid, je domneval, da je bil genocid storjen v kontekstu množične deportacije Čečenov, Ingušev, Povolških Nemcev, Krimskih Tatarov, Kalmikov in Karačajevcev. Nekateri akademiki se ne strinjajo s klasifikacijo deportacije kot genocida. Profesor Alexander Statiev trdi, da Stalinova administracija ni imela zavestnega genocidnega namena, da bi iztrebila različna deportirana ljudstva, ampak da so sovjetska "politična kultura, slabo načrtovanje, naglica in vojno pomanjkanje odgovorni za genocidno stopnjo smrtnosti med njimi." Te deportacije raje označuje za primer sovjetske asimilacije "nezaželenih narodov." Po besedah profesorja Amirja Weinerja je "režim želel doseči njihovo ozemeljsko identiteto in ne njihov fizični obstoj ali celo njihovo posebno etnično identiteto." Po besedah profesorice Francine Hirsch, "čeprav je sovjetski režim izvajal politiko diskriminacije in izključevanja, ni izvajal tega, kar so sodobniki pojmovali kot rasno politiko." Zanjo so te množične deportacije temeljile na konceptu, da so narodnosti »sociozgodovinske skupine s skupno zavestjo in ne rasno-biološke skupine«. V nasprotju s tem mnenjem Jon K. Chang trdi, da so deportacije dejansko temeljile na etnični pripadnosti in da "socialni zgodovinarji" na Zahodu niso uspeli zagovarjati pravic marginaliziranih etničnih skupin v Sovjetski zvezi.
Sodobni zgodovinarji te deportacije uvrščajo med zločine proti človeštvu in etnično preganjanje. Dva od teh primerov množične deportacije z najvišjo stopnjo umrljivosti, deportacijo krimskih Tatarov ter deportacijo Čečenov in Ingušev, sta Ukrajina (in še 3 druge države) oziroma Evropski parlament priznala za genocid.  26. aprila 1991 je vrhovni sovjet Ruske socialistične federativne sovjetske republike pod vodstvom Borisa Jelcina sprejel zakon o rehabilitaciji zatiranih ljudstev z 2. členom, ki je vse množične deportacije razglasil za »Stalinovo zločinsko politiko obrekovanja in genocida«.
Zgodovinarji še naprej razpravljajo o tem, ali naj se ukrajinska lakota 1932–33, v Ukrajini znana kot Holodomor, priznava za genocid.  Šestindvajset držav to lakoto uradno priznava pod pravno opredelitvijo genocida. Leta 2006 ga je ukrajinski parlament razglasil za takega, leta 2010 pa je ukrajinsko sodišče posmrtno obsodilo Stalina, Lazarja Kaganoviča, Stanislava Kosiorja in druge sovjetske voditelje zaradi genocida, ki so ga skupaj izvedli. Med nekaterimi ukrajinskimi nacionalisti se je pojavila teorija, da je Stalin namerno uvedel lakoto v Ukrajini, da bi zatrl nacionalne želje med ukrajinskim ljudstvom. Tej razlagi so nasprotovale novejše zgodovinske študije. Ti so izrazili stališče, da čeprav je Stalinova politika znatno prispevala k visoki umrljivosti, ni dokazov, da sta Stalin ali sovjetska vlada zavestno povzročila lakoto. Zamisel, da je šlo za ciljno usmerjen napad na Ukrajince, je zapletena zaradi obsežnega trpljenja, ki je v lakoti prizadelo tudi druge sovjetske narode, vključno z Rusi. V Ukrajini so etnični Poljaki in Bolgari umrli v podobnih deležih kot etnični Ukrajinci. Kljub pomanjkanju jasnega Stalinovega namena je zgodovinar Norman Naimark opozoril, da čeprav morda ni dovolj "dokazov, da bi ga mednarodno sodišče obsodilo kot krivca za genocid [...], to ne pomeni, da sam dogodek ne more soditi kot genocid."